# Mylabris fabricii
Mylabris fabricii là một loài bọ cánh cứng trong họ Meloidae. Loài này được Sumakov miêu tả khoa học năm 1924.